# Dyskografia 50 Centa
Dyskografia 50 Centa – amerykańskiego rapera, aktora i przedsiębiorcy. Zawiera nagrania solowe, w tym albumy, kompilacje, ścieżki dźwiękowe czy single. Ponadto zawarto występy gościnne od roku 2000 oraz teledyski rapera.
W 2002 roku 50 Cent podpisał kontrakt muzyczny z wytwórnią Eminema – Shady Records i w następnym roku wydał debiutancki album pt. Get Rich or Die Tryin’. Płyta zadebiutowała na najwyższym miejscu notowania Billboard 200 w Stanach Zjednoczonych oraz zaznaczyła swoją obecność na ogólnoświatowych listach przebojów. Tytuł stał się ogromnym sukcesem kasowym sprzedając się w ponad 15 milionach egzemplarzach na całym świecie. Single „In da Club” i „21 Questions” osiągnęły 1. pozycję na liście Billboard Hot 100. Kolejny singel „P.I.M.P.” także osiągnął sukces, notując się na 3. miejscu. W międzyczasie 50 Cent podjął współpracę z amerykańską raperką Lil’ Kim przy utworze „Magic Stick”, który osiągnął drugą pozycję notowania Hot 100.
W 2005 roku raper wydał swój drugi studyjny album pt. Massacre. Płyta dotarła na szczyt listy sprzedaży Billboard 200, jak również do pierwszej dziesiątki najlepiej sprzedających się albumów na świecie. We własnym kraju Curtis sprzedał prawie 5 milionów egzemplarzy płyty. Był to drugi pod względem wielkości sprzedaży wynik płyty w owym roku, zaraz po artystce Mariah Carey. Dzięki udanym singlom „Disco Inferno”, „Just a Lil Bit” i „Candy Shop” popularność rapera wzrosła. W tamtym czasie raper opublikował także ścieżkę dźwiękową do filmu pt. Get Rich or Die Tryin, w którym odegrał główną rolę. Tytuł był luźno oparty na życiu rapera. Single, które promowały ścieżkę dźwiękowe to Hustler’s Ambition,  Window Shopper, oraz Best Friend i I’ll Whip Ya Head Boy.
Dwa lata później, we wrześniu 2007 roku odbyła się premiera kolejnego albumu 50 Centa, pt. Curtis. Dzięki dobrym singlom, które osiągnęły popularność, tytuł zdołał dotrzeć do miejsca drugiego listy przebojów w Stanach Zjednoczonych. Niestety sprzedaż w tym kraju nie była tak wysoka jak przy poprzednich produkcjach. Wyniosła ona zaledwie 1 300 000 egzemplarzy. Natomiast na świecie płyty rozeszły się w nakładzie 2 milionów kopii. W 2009 roku odbyła się premiera czwartego albumu artysty pt. Before I Self Destruct. Krytycy muzyczni stwierdzili, że ta płyta to swoisty powrót rapera do bardziej mrocznych klimatów. Przeciwieństwo poprzedniego albumu, który był bardziej rozrywkowy. Pomimo trzech singli, tytuł nie stał się sukcesem kasowym. Płyta osiągnęła zaledwie status złotej, sprzedając się w ilości przekraczającej 500 000 egzemplarzy.
W czerwcu 2014 roku Jackson wydał piąty studyjny album zatytułowany Animal Ambition: An Untamed Desire To Win. Utwory pochodzące ze standardowej wersji albumu były wydane jako single. Do grudnia 2014 r. w Stanach Zjednoczonych sprzedano ponad 124 000 sztuk płyty.
W lipcu 2011 r. w celu promocji nadchodzącego albumu rapera pt. Street King Immortal opublikowano utwór „Outlaw”, który osiągnął pozycję 87. na listach przebojów w Stanach Zjednoczonych i Kanadzie. Darmowy album/mixtape pt. 5 (Murder by Numbers) został wydany 6 lipca 2012 roku. Ponadto wydano cztery oficjalne single, „New Day”, „My Life”, „Major Distribution” oraz „We Up”, które miały promować Street King Immortal, jednak w późniejszym czasie wycofano je. Przewidywana premiera szóstego solowego albumu to rok 2017.

## Albumy studyjne
| Tytuł                                                                         | Informacje dot. albumu                                                                                           | Najwyższa pozycja | Najwyższa pozycja | Najwyższa pozycja | Najwyższa pozycja | Najwyższa pozycja | Najwyższa pozycja | Najwyższa pozycja | Najwyższa pozycja | Najwyższa pozycja | Najwyższa pozycja | Sprzedaż                                          | Certyfikacje |
| Tytuł                                                                         | Informacje dot. albumu                                                                                           | US                | AUS               | BEL (FL)          | CAN               | GER               | IRE               | NZ                | SWE               | SWI               | UK                | Sprzedaż                                          | Certyfikacje |
| ----------------------------------------------------------------------------- | --- | ----------------- | ----------------- | ----------------- | ----------------- | ----------------- | ----------------- | ----------------- | ----------------- | ----------------- | ----------------- | ------------------------------------------------- | --- |
| Get Rich or Die Tryin’                                                        | - Data wydania: 6 lutego 2003 - Wydawca: Shady, Aftermath, Interscope - Format: CD, LP, kaseta, digital download | 1                 | 4                 | 3                 | 1                 | 4                 | 4                 | 3                 | 8                 | 8                 | 2                 | - Świat: 15.600.000 - POL: 6.000 - US: 8.400.000  | - AUS: 2x platyna - BEL: platyna - CAN: 6x platyna - DAN: złoto - EUR: platyna - FRA: złoto - GER: złoto - GRE: złoto - IRL: platyna - JAP: złoto - NZL: 2x platyna - NOR: złoto - RUS: 5x platyna - SWE: złoto - SWI: platyna - UK: 4x platyna - US: 8x platyna |
| The Massacre                                                                  | - Data wydania: 3 marca 2005 - Wydawca: Shady, Aftermath, Interscope - Format: CD, LP, kaseta, digital download  | 1                 | 2                 | 3                 | 1                 | 1                 | 1                 | 1                 | 10                | 2                 | 1                 | - Świat: 11.250.000 - POL: 10.000 - US: 5.360.000 | - AUS: platyna - BEL: złoto - CAN: 3x platyna - EUR: platyna - FRA: złoto - GER: platyna - GRE: złoto - IRL: 2x platyna - JAP: platyna - NZL: platyna - RUS: 3x platyna - SWI: platyna - UK: 2x platyna - US: 5x platyna                                         |
| Curtis                                                                        | - Data wydania: 11 września 2007 - Wydawca: Shady, Aftermath, Interscope - Format: CD, LP, digital download      | 2                 | 1                 | 3                 | 2                 | 2                 | 1                 | 1                 | 10                | 1                 | 2                 | - Świat: 3.450.000 - POL: 10.000 - US: 1.300.000  | - AUS: złoto - BEL: złoto - GER: złoto - HUN: złoto - IRL: platyna - NZL: platyna - POL: złoto - UK: złoto |
| Before I Self Destruct                                                        | - Data wydania: 9 listopada 2009 - Wydawca: Shady, Aftermath, Interscope - Format: CD, LP, digital download      | 4                 | 19                | 34                | 11                | 36                | 18                | 35                | –                 | 13                | 22                | - Świat: 1.250.000 - US: 512.000                  | - AUS: złoto - UK: srebro - US: platyna |
| Animal Ambition: An Untamed Desire To Win                                     | - Data wydania: 3 czerwca 2014 (US) - Wydawca: G-Unit, Caroline - Format: CD, LP, digital download               | 4                 | 16                | 12                | 4                 | 35                | 29                | 8                 | 9                 | 17                | 21                | - Świat: 205.000 - US: 124.000                    | |
| „–” oznacza, że album nie był notowany, bądź nie został wydany w danym kraju. | |                   |                   |                   |                   |                   |                   |                   |                   |                   |                   |                                                   | |

## Kompilacje
| Tytuł                                                                         | Informacje dot. albumu                                                                                     | Najwyższa pozycja | Najwyższa pozycja | Najwyższa pozycja | Najwyższa pozycja | Najwyższa pozycja | Najwyższa pozycja | Sprzedaż           | Certyfikacje |
| Tytuł                                                                         | Informacje dot. albumu                                                                                     | US                | US Ind.           | US R&B            | US Rap            | NL                | UK                | Sprzedaż           | Certyfikacje |
| ----------------------------------------------------------------------------- | --- | ----------------- | ----------------- | ----------------- | ----------------- | ----------------- | ----------------- | ------------------ | ------------ |
| Guess Who’s Back?                                                             | - Data wydania: 26 kwietnia 2002 - Wydawca: Full Clip - Format: CD, LP, digital download                   | 28                | 1                 | 13                | –                 | 93                | 82                | - Świat: 1.375.000 | - UK: srebro |
| 24 Shots                                                                      | - Data wydania: 2003 - Wydawca: Full Clip, Shady, Aftermath, Interscope - Format: CD, LP, digital download | –                 | –                 | –                 | –                 | –                 | –                 | - Świat: 170.000   |              |
| Before I Self Destruct: The Selects                                           | - Data wydania: 21 grudnia 2009 - Wydawca: Shady, Aftermath, Interscope - Format: Digital download         | –                 | –                 | 46                | 23                | –                 | –                 |                    |              |
| „–” oznacza, że album nie był notowany, bądź nie został wydany w danym kraju. | |                   |                   |                   |                   |                   |                   |                    |              |

## Ścieżki dźwiękowe
| Tytuł                                         | Informacje dot. albumu                                                                                                   | Najwyższa pozycja | Najwyższa pozycja | Najwyższa pozycja | Najwyższa pozycja | Najwyższa pozycja | Najwyższa pozycja | Najwyższa pozycja | Najwyższa pozycja | Najwyższa pozycja | Najwyższa pozycja | Sprzedaż           | Certyfikacje                            |
| Tytuł                                         | Informacje dot. albumu                                                                                                   | US                | AUS               | BEL (FL)          | CAN               | FRA               | GER               | NL                | NZ                | SWI               | UK                | Sprzedaż           | Certyfikacje                            |
| --------------------------------------------- | --- | ----------------- | ----------------- | ----------------- | ----------------- | ----------------- | ----------------- | ----------------- | ----------------- | ----------------- | ----------------- | ------------------ | --------------------------------------- |
| Get Rich or Die Tryin’ (oraz różni wykonawcy) | - Data wydania: 8 listopada 2005 - Wydawca: G-Unit, Interscope, Universal Music Group - Format: CD, LP, digital download | 2                 | 22                | 50                | 2                 | 35                | 15                | 54                | 19                | 23                | 18                | - Świat: 3.750.000 | - AUS: platyna - NZL: złoto - UK: złoto |
| Southpaw (oraz różni wykonawcy)               | - Data wydania: 24 lipca 2015 (US) - Wydawca: Shady Records, Interscope - Format: CD, LP, digital download               | 5                 | 13                | 147               | 2                 | 108               | 61                | –                 | 20                | 43                | 18                | - Świat: 69.000    |                                         |

## Albumy wideo
| Tytuł                                   | Informacje dot. albumu                                                                                      | Najwyższa pozycja | Najwyższa pozycja | Sprzedaż      | Uwagi                                                     |
| Tytuł                                   | Informacje dot. albumu                                                                                      | US                | US R&B            | Sprzedaż      | Uwagi                                                     |
| --------------------------------------- | --- | ----------------- | ----------------- | ------------- | --------------------------------------------------------- |
| Get Rich or Die Tryin’                  | - Data wydania: 6 lutego 2003 - Wydawca: Shady, Aftermath, Interscope - Format: CD/DVD, digital download    | –                 | –                 |               | - Zawiera sceny za kulisami, wywiady i występy publiczne. |
| 50 Cent: The New Breed                  | - Data wydania: 15 kwietnia 2003 - Wydawca: Shady, Aftermath, Interscope - Format: CD/DVD, digital download | 2                 | 1                 | - US: 645.000 | - Zawiera film dokumentalny i występy publiczne.          |
| „–” oznacza, że album nie był notowany. | |                   |                   |               |                                                           |

## Mixtape’y
| Tytuł                                   | Dane dot. albumu                                                                                   | Najwyższa pozycja | Najwyższa pozycja | Najwyższa pozycja |
| Tytuł                                   | Dane dot. albumu                                                                                   | SWI               | UK                | UK R&B            |
| --------------------------------------- | -------------------------------------------------------------------------------------------------- | ----------------- | ----------------- | ----------------- |
| 50 Cent Is the Future (oraz G-Unit)     | - Data wydania: 1 czerwca 2002 - Wydawca: BCD Music Group - Format: digital download               | 59                | 65                | –                 |
| No Mercy, No Fear (oraz G-Unit)         | - Data wydania: 1 sierpnia 2002 - Wydawca: BCD Music Group - Format: digital download              | –                 | –                 | –                 |
| God’s Plan (oraz G-Unit)                | - Data wydania: 2002 - Wydawca: BCD Music Group - Format: digital download                         | –                 | –                 | –                 |
| Automatic Gunfire                       | - Data wydania: 2003 - Wydawca: BCD Music Group - Format: digital download                         | –                 | –                 | –                 |
| Bullet Proof (oraz DJ Whoo Kid)         | - Data wydania: 2005 - Wydawca: brak, wydawnictwo niezależne - Format: digital download            | –                 | –                 | –                 |
| Sincerely Yours, Southside              | - Data wydania: 24 czerwca 2008 - Wydawca: brak, wydawnictwo niezależne - Format: digital download | –                 | –                 | –                 |
| War Angel LP                            | - Data wydania: 16 czerwca 2009 - Wydawca: Modulor - Format: digital download                      | –                 | –                 | –                 |
| Forever King                            | - Data wydania: 3 lipca 2009 - Wydawca: Queens Boulevard Recordings - Format: digital download     | –                 | –                 | –                 |
| The Big 10                              | - Data wydania: 9 grudnia 2011 - Wydawca: brak, wydawnictwo niezależne - Format: digital download  | –                 | –                 | –                 |
| The Lost Tape (oraz DJ Drama)           | - Data wydania: 22 maja 2012 - Wydawca: brak, wydawnictwo niezależne - Format: digital download    | –                 | –                 | –                 |
| The Kanan Tape                          | - Data wydania: 9 grudnia 2015 - Wydawca: G-Unit Records - Format: digital download                | –                 | –                 | 39                |
| „–” oznacza, że album nie był notowany. | |                   |                   |                   |

## Inne
| Tytuł                 | Informacje dot. albumu | Uwagi |
| --------------------- | --- | --- |
| Power of the Dollar   | - Data wydania: 4 lipca 2000 (niewydany) - Wydawca: Columbia Records, Sony, Trackmasters - Format: Bootleg, digital download | - Pierwotnie miał być wydany jako debiutancki album 50 Centa: jednak, wydanie zostało anulowane po tym jak raper był zamieszany w strzelaninę dwa miesiące przed premierą. |
| Bulletproof           | - Data wydania: 23 lipca 2007 - Wydawca: BCD Music Group, Shadyville Entertainment - Format: CD, digital download, LP        | - Wydany jako oficjalna ścieżka dźwiękowa do gry 50 Cent: Bulletproof |
| 5 (Murder by Numbers) | - Data wydania: 6 lipca 2012 - Wydawca: wydawnictwo niezależne - Format: Digital download                                    | - Pierwotnie kolejny solowy album, jednak raper zdecydował się go wydać za darmo.                                                                                          |

## Single

### Single solowe
| Tytuł                                                                          | Rok  | Najwyższa pozycja | Najwyższa pozycja | Najwyższa pozycja | Najwyższa pozycja | Najwyższa pozycja | Najwyższa pozycja | Najwyższa pozycja | Najwyższa pozycja | Najwyższa pozycja | Najwyższa pozycja | Certyfikacje | Album                      |
| Tytuł                                                                          | Rok  | US                | AUS               | BEL Flandria      | CAN               | GER               | IRE               | NZ                | SWE               | SWI               | UK                | Certyfikacje | Album                      |
| ------------------------------------------------------------------------------ | ---- | ----------------- | ----------------- | ----------------- | ----------------- | ----------------- | ----------------- | ----------------- | ----------------- | ----------------- | ----------------- | --- | -------------------------- |
| „How to Rob” (featuring The Madd Rapper)                                       | 1999 | –                 | –                 | –                 | –                 | –                 | –                 | –                 | –                 | –                 | –                 | | Power of the Dollar        |
| „Rowdy Rowdy”                                                                  | 1999 | –                 | –                 | –                 | –                 | –                 | –                 | –                 | –                 | –                 | –                 | | In Too Deep                |
| „Thug Love” (featuring Destiny’s Child)                                        | 1999 | –                 | –                 | –                 | –                 | –                 | –                 | –                 | –                 | –                 | –                 | | Power of the Dollar        |
| „Wanksta”                                                                      | 2002 | 13                | –                 | –                 | –                 | –                 | –                 | –                 | –                 | –                 | –                 | | 8 Mile                     |
| „In da Club”                                                                   | 2003 | 1                 | 1                 | 2                 | 1                 | 1                 | 1                 | 1                 | 4                 | 1                 | 3                 | - AUS: 2× platyna - BEL: złoto - GER: złoto - ITL: platyna - NZL: 2x platyna - SWE: złoto - SWI: złoto - UK: platyna - US: platyna | Get Rich or Die Tryin’     |
| „21 Questions” (featuring Nate Dogg)                                           | 2003 | 1                 | 4                 | 37                | 5                 | 35                | 11                | 8                 | 34                | 14                | 6                 | - AUS: platyna - UK: srebro - US: złoto                                                                                            | Get Rich or Die Tryin’     |
| „P.I.M.P.” (featuring Snoop Dogg, Lloyd Banks & Young Buck)                    | 2003 | 3                 | 2                 | 10                | 18                | 5                 | 4                 | 2                 | 8                 | 4                 | 5                 | - AUS: platyna - NZL: złoto - US: złoto                                                                                            | Get Rich or Die Tryin’     |
| „If I Can’t”                                                                   | 2003 | 76                | 22                | 24                | –                 | 34                | 11                | 26                | –                 | 15                | 10                | | Get Rich or Die Tryin’     |
| „Disco Inferno”                                                                | 2004 | 3                 | –                 | –                 | –                 | –                 | –                 | –                 | –                 | –                 | 87                | - US: złoto | The Massacre               |
| „Candy Shop” (featuring Olivia)                                                | 2005 | 1                 | 3                 | 1                 | 7                 | 1                 | 2                 | 2                 | 18                | 1                 | 4                 | - AUS: platyna - GER: złoto - NZL: złoto - UK: złoto - US: platyna                                                                 | The Massacre               |
| „Just a Lil Bit”                                                               | 2005 | 3                 | 13                | 9                 | –                 | 11                | 9                 | 8                 | –                 | 11                | 10                | - AUS: złoto - US: platyna | The Massacre               |
| „Outta Control Remix” (featuring Mobb Deep)                                    | 2005 | 6                 | 16                | 10                | 6                 | 8                 | 5                 | 12                | –                 | 10                | 7                 | | The Massacre               |
| „Hustler’s Ambition”                                                           | 2005 | 65                | 23                | 39                | –                 | 22                | 11                | 17                | –                 | 10                | 13                | | Get Rich or Die Tryin’ OST |
| „Window Shopper”                                                               | 2005 | 20                | 13                | 20                | –                 | 20                | 6                 | 8                 | –                 | 7                 | 11                | - US: złoto | Get Rich or Die Tryin’ OST |
| „Best Friend” (featuring Olivia)                                               | 2006 | 35                | –                 | –                 | –                 | –                 | –                 | –                 | –                 | –                 | –                 | | Get Rich or Die Tryin’ OST |
| „I’ll Whip Ya Head Boy” (featuring Young Buck & M.O.P.)                        | 2006 | –                 | –                 | –                 | –                 | –                 | –                 | –                 | –                 | –                 | –                 | | Get Rich or Die Tryin’ OST |
| „Straight to the Bank”                                                         | 2007 | 32                | –                 | 73                | –                 | 33                | –                 | –                 | 53                | –                 | –                 | | Curtis                     |
| „Amusement Park”                                                               | 2007 | 121               | –                 | –                 | –                 | –                 | –                 | –                 | –                 | –                 | –                 | | Curtis                     |
| „I Get Money”                                                                  | 2007 | 20                | –                 | –                 | 63                | –                 | –                 | –                 | –                 | 88                | –                 | - US: złoto | Curtis                     |
| „Ayo Technology” (featuring Justin Timberlake & Timbaland)                     | 2007 | 5                 | 10                | 13                | 12                | 3                 | 3                 | 1                 | 8                 | 2                 | 2                 | - AUS: złoto - NZL: złoto - UK: złoto                                                                                              | Curtis                     |
| „I’ll Still Kill” (featuring Akon)                                             | 2007 | 95                | 99                | 51                | –                 | –                 | –                 | 14                | –                 | –                 | –                 | | Curtis                     |
| „Get Up”                                                                       | 2008 | 44                | 73                | 54                | 31                | –                 | 33                | –                 | –                 | –                 | 24                | | bez albumu                 |
| „I Get It In”                                                                  | 2009 | 53                | –                 | –                 | 52                | –                 | –                 | –                 | –                 | –                 | 75                | | bez albumu                 |
| „Baby by Me” (featuring Ne-Yo)                                                 | 2009 | 28                | 24                | 54                | 53                | 26                | 27                | –                 | –                 | 43                | 17                | | Before I Self Destruct     |
| „Do You Think About Me”                                                        | 2010 | 107               | –                 | –                 | –                 | –                 | –                 | –                 | –                 | –                 | 105               | | Before I Self Destruct     |
| „I Just Wanna” (featuring Tony Yayo)                                           | 2012 | –                 | –                 | –                 | –                 | –                 | –                 | –                 | –                 | –                 | –                 | | The Big 10                 |
| „New Day” (featuring Dr. Dre & Alicia Keys)                                    | 2012 | 79                | 44                | –                 | 43                | 53                | –                 | –                 | –                 | –                 | –                 | | bez albumu                 |
| „First Date“ (featuring Too Short)                                             | 2012 | –                 | –                 | –                 | –                 | –                 | –                 | –                 | –                 | –                 | –                 | | bez albumu                 |
| „My Life“ (featuring Eminem & Adam Levine)                                     | 2012 | 27                | 28                | 52                | 14                | 52                | 6                 | 33                | –                 | 36                | 2                 | - AUS: platyna - UK: srebro | bez albumu                 |
| „Major Distribution“ (featuring Snoop Dogg & Young Jeezy)                      | 2013 | 113               | –                 | –                 | –                 | –                 | –                 | –                 | –                 | –                 | 166               | | bez albumu                 |
| „We Up“ (featuring Kendrick Lamar)                                             | 2013 | –                 | –                 | –                 | 85                | –                 | –                 | –                 | –                 | –                 | –                 | | bez albumu                 |
| „Hold On“                                                                      | 2014 | –                 | –                 | 142               | –                 | –                 | –                 | –                 | –                 | –                 | 199               | | Animal Ambition            |
| „Don't Worry 'Bout It“ (featuring Yo Gotti)                                    | 2014 | –                 | –                 | –                 | –                 | –                 | –                 | –                 | –                 | –                 | 165               | | Animal Ambition            |
| „Pilot“                                                                        | 2014 | 119               | –                 | –                 | –                 | –                 | –                 | –                 | –                 | –                 | 95                | | Animal Ambition            |
| „Smoke“ (featuring Trey Songz)                                                 | 2014 | –                 | –                 | –                 | –                 | –                 | –                 | –                 | –                 | –                 | 154               | | Animal Ambition            |
| „Hustler“                                                                      | 2014 | –                 | –                 | –                 | –                 | –                 | –                 | –                 | –                 | –                 | –                 | | Animal Ambition            |
| „Chase the Paper“ (featuring Prodigy, Kidd Kidd & Styles P)                    | 2014 | –                 | –                 | –                 | –                 | –                 | –                 | –                 | –                 | –                 | –                 | | Animal Ambition            |
| „Everytime I Come Around“ (featuring Kidd Kidd)                                | 2014 | –                 | –                 | –                 | –                 | –                 | –                 | –                 | –                 | –                 | –                 | | Animal Ambition            |
| „Irregular Heartbeat“ (featuring Jadakiss & Kidd Kidd)                         | 2014 | –                 | –                 | –                 | –                 | –                 | –                 | –                 | –                 | –                 | –                 | | Animal Ambition            |
| „Winners Circle“ (featuring Guordan Banks)                                     | 2014 | –                 | –                 | –                 | –                 | –                 | –                 | –                 | –                 | –                 | –                 | | Animal Ambition            |
| „Big Rich Town“ (featuring Joe)                                                | 2014 | –                 | –                 | –                 | –                 | –                 | –                 | –                 | –                 | –                 | –                 | | bez albumu                 |
| „Twisted“ (featuring Mr Probz)                                                 | 2014 | –                 | –                 | 80                | –                 | –                 | –                 | –                 | –                 | –                 | –                 | | Animal Ambition            |
| „Animal Ambition”                                                              | 2014 | –                 | –                 | –                 | –                 | –                 | –                 | –                 | –                 | –                 | –                 | | Animal Ambition            |
| „Get Low“ (featuring Jeremih, 2 Chainz & T.I.)                                 | 2015 | –                 | –                 | –                 | –                 | –                 | –                 | –                 | –                 | –                 | –                 | | bez albumu                 |
| „9 Shots“                                                                      | 2015 | –                 | –                 | –                 | –                 | –                 | –                 | –                 | –                 | –                 | –                 | | bez albumu                 |
| „Too Rich for the Bitch”                                                       | 2015 | –                 | –                 | –                 | –                 | –                 | –                 | –                 | –                 | –                 | –                 | | The Kanan Tape             |
| „I’m the Man” (featuring Sonny Digital / Chris Brown)                          | 2016 | 110               | –                 | –                 | –                 | –                 | –                 | –                 | –                 | –                 | –                 | - US: platyna | The Kanan Tape             |
| „No Romeo No Juliet” (featuring Chris Brown)                                   | 2016 | –                 | –                 | –                 | –                 | –                 | –                 | –                 | –                 | –                 | –                 | | bez albumu                 |
| „–” oznacza, że singel nie był notowany, bądź nie został wydany w danym kraju. |      |                   |                   |                   |                   |                   |                   |                   |                   |                   |                   | |                            |

### Jako gość
| Tytuł                                                                  | Rok  | Najwyższa notowana pozycja | Najwyższa notowana pozycja | Najwyższa notowana pozycja | Najwyższa notowana pozycja | Najwyższa notowana pozycja | Najwyższa notowana pozycja | Najwyższa notowana pozycja | Najwyższa notowana pozycja | Najwyższa notowana pozycja | Najwyższa notowana pozycja | Status                                  | Album                         |
| Tytuł                                                                  | Rok  | US                         | AUS                        | BEL (FL)                   | CAN                        | GER                        | IRL                        | NZ                         | SWE                        | SWI                        | UK                         | Status                                  | Album                         |
| ---------------------------------------------------------------------- | ---- | -------------------------- | -------------------------- | -------------------------- | -------------------------- | -------------------------- | -------------------------- | -------------------------- | -------------------------- | -------------------------- | -------------------------- | --------------------------------------- | ----------------------------- |
| „React” (Onyx featuring 50 Cent, Bonifucco, Still Livin' & X-1)        | 1998 | –                          | –                          | –                          | –                          | –                          | –                          | –                          | –                          | –                          | –                          |                                         | Shut ’Em Down                 |
| „Magic Stick” (Lil’ Kim featuring 50 Cent)                             | 2003 | 2                          | –                          | –                          | –                          | –                          | –                          | 47                         | –                          | –                          | –                          |                                         | La Bella Mafia                |
| „Let Me In” (Young Buck featuring 50 Cent)                             | 2004 | 34                         | –                          | –                          | –                          | 94                         | –                          | –                          | –                          | –                          | 62                         |                                         | Straight Outta Cashville      |
| „Encore” (Eminem featuring Dr. Dre & 50 Cent)                          | 2004 | 25                         | –                          | –                          | –                          | –                          | –                          | –                          | –                          | –                          | 116                        |                                         | Encore                        |
| „Westside Story” (The Game featuring 50 Cent)                          | 2004 | 93                         | –                          | –                          | –                          | –                          | –                          | –                          | –                          | –                          | –                          |                                         | The Documentary               |
| „How We Do” (The Game featuring 50 Cent)                               | 2004 | 4                          | 24                         | 13                         | –                          | 9                          | 8                          | 4                          | –                          | 8                          | 5                          | - NZL: złoto - US: złoto                | The Documentary               |
| „Hate It or Love It” (The Game featuring 50 Cent)                      | 2005 | 2                          | 21                         | 19                         | –                          | 14                         | 5                          | 3                          | –                          | 12                         | 4                          | - NZL: złoto - US: złoto - UK: srebro   | The Documentary               |
| „MJB da MVP” (Mary J. Blige featuring 50 Cent)                         | 2005 | 75                         | –                          | –                          | –                          | –                          | 49                         | –                          | –                          | –                          | 33                         |                                         | The Breakthrough              |
| „So Seductive” (Tony Yayo featuring 50 Cent)                           | 2005 | 48                         | –                          | –                          | –                          | –                          | 22                         | –                          | –                          | –                          | 28                         |                                         | Thoughts of a Predicate Felon |
| „Have a Party” (Mobb Deep featuring 50 Cent & Nate Dogg)               | 2005 | –                          | –                          | –                          | –                          | –                          | –                          | –                          | –                          | –                          | –                          |                                         | Get Rich or Die Tryin’ OST    |
| „Hands Up” (Lloyd Banks featuring 50 Cent)                             | 2006 | 84                         | –                          | –                          | –                          | 20                         | 26                         | –                          | –                          | –                          | 43                         |                                         | Rotten Apple                  |
| „Cake” (Lloyd Banks featuring 50 Cent)                                 | 2006 | –                          | –                          | –                          | –                          | –                          | –                          | –                          | –                          | –                          | –                          |                                         | Rotten Apple                  |
| „Creep”(Mobb Deep featuring 50 Cent)                                   | 2006 | –                          | –                          | –                          | –                          | –                          | –                          | –                          | –                          | –                          | –                          |                                         | Blood Money                   |
| „Can’t Leave’em Alone” (Ciara featuring 50 Cent)                       | 2007 | 40                         | –                          | –                          | –                          | 44                         | –                          | 4                          | –                          | 67                         | 109                        | - US: złoto                             | The Evolution                 |
| „Crack a Bottle” (Eminem featuring Dr. Dre & 50 Cent)                  | 2009 | 1                          | 18                         | 39                         | 1                          | –                          | 6                          | 6                          | 9                          | 4                          | 3                          | - UK: srebro                            | Relapse                       |
| „Mujeres in the Club” (Wisin & Yandel featuring 50 Cent)               | 2009 | –                          | –                          | –                          | –                          | –                          | –                          | –                          | –                          | –                          | –                          |                                         | La Revolución                 |
| „Pass the Patron” (Tony Yayo featuring 50 Cent)                        | 2010 | –                          | –                          | –                          | –                          | –                          | –                          | –                          | –                          | –                          | –                          |                                         | bez albumu                    |
| „Let’s Get It In” (Lloyd featuring 50 Cent)                            | 2010 | –                          | –                          | –                          | –                          | –                          | –                          | –                          | –                          | –                          | –                          |                                         | bez albumu                    |
| „Down on Me” (Jeremih featuring 50 Cent)                               | 2010 | 4                          | 91                         | 64                         | 22                         | –                          | –                          | –                          | 37                         | 75                         | 30                         | - US: 2× platyna                        | All About You                 |
| „Buzzin’” (Mann featuring 50 Cent)                                     | 2010 | 61                         | –                          | –                          | –                          | –                          | 20                         | –                          | –                          | –                          | 6                          | - UK: srebro                            | Mann’s World                  |
| „No Dejemos Que se Apague” (Wisin & Yandel featuring 50 Cent & T-Pain) | 2010 | –                          | –                          | –                          | –                          | –                          | –                          | –                          | –                          | –                          | –                          |                                         | Los Vaqueros: El Regreso      |
| „Here We Go Again” (Governor featuring 50 Cent)                        | 2010 | –                          | –                          | –                          | –                          | –                          | –                          | –                          | –                          | –                          | –                          |                                         | A Touch of Magic              |
| „Haters” (Tony Yayo featuring 50 Cent, Shawty Lo & Roscoe Dash)        | 2011 | –                          | –                          | –                          | –                          | –                          | –                          | –                          | –                          | –                          | –                          |                                         | bez albumu                    |
| „Right There” (Nicole Scherzinger featuring 50 Cent)                   | 2011 | 39                         | 8                          | –                          | 44                         | 61                         | 7                          | 7                          | –                          | –                          | 3                          | - AUS: platyna - UK: srebro - US: złoto | Killer Love                   |
| „Up!” (LoveRance featuring 50 Cent)                                    | 2011 | 46                         | –                          | –                          | –                          | –                          | –                          | –                          | –                          | –                          | –                          | - US: złoto                             | bez albumu                    |
| „Everything OK” (Precious Paris featuring 50 Cent)                     | 2012 | –                          | –                          | –                          | –                          | –                          | –                          | –                          | –                          | –                          | –                          |                                         | From Paris with Love          |
| „Hate Bein' Sober” (Chief Keef featuring 50 Cent & Wiz Khalifa)        | 2012 | –                          | –                          | –                          | –                          | –                          | –                          | –                          | –                          | –                          | –                          |                                         | Finally Rich                  |
| „–” oznacza, że pozycja nie była notowana.                             |      |                            |                            |                            |                            |                            |                            |                            |                            |                            |                            |                                         |                               |

## Występy gościnne
| Rok  | Tytuł                         | Wykonawca                                                    | Album                                    |
| ---- | ----------------------------- | ------------------------------------------------------------ | ---------------------------------------- |
| 2000 | „Jerk”                        | Next                                                         | Welcome II Nextasy                       |
| 2002 | „Work It (Remix)”             | Missy Elliott                                                | Under Construction                       |
| 2003 | „Shot Down”                   | DMX, Styles P                                                | Grand Champ                              |
| 2003 | „Let Me Be the 1”             | Mary J. Blige                                                | Love & Life                              |
| 2003 | „We All Die One Day”          | Obie Trice, Eminem, Lloyd Banks, Tony Yayo                   | Cheers                                   |
| 2003 | „Blow It Out (Remix)”         | Ludacris                                                     | Chicken-n-Beer                           |
| 2004 | „Never Enough”                | Eminem, Nate Dogg                                            | Encore                                   |
| 2004 | „Spend Some Time”             | Eminem, Obie Trice, Stat Quo                                 | Encore                                   |
| 2004 | „I Get High”                  | Lloyd Banks, Snoop Dogg                                      | The Hunger for More                      |
| 2004 | „Warrior, Pt. 2”              | Lloyd Banks, Eminem, Nate Dogg                               | The Hunger for More                      |
| 2004 | „I’m a Soldier”               | Young Buck                                                   | Straight Outta Cashville                 |
| 2004 | „Bonafide Husler”             | Young Buck, Tony Yayo                                        | Straight Outta Cashville                 |
| 2004 | „DPG-Unit”                    | Young Buck, Snoop Dogg, Daz Dillinger, Soopafly, Lloyd Banks | Straight Outta Cashville                 |
| 2004 | „Oh No”                       | Snoop Dogg                                                   | R&G (Rhythm & Gangsta): The Masterpiece  |
| 2005 | „We Don't Give a Fuck”        | Tony Yayo, Lloyd Banks, Olivia                               | Thoughts of a Predicate Felon            |
| 2005 | „When Death Becomes You”      | M.O.P.                                                       | Get Rich or Die Tryin’ soundtrack        |
| 2005 | „You Already Know”            | Lloyd Banks, Young Buck                                      | Get Rich or Die Tryin’ soundtrack        |
| 2005 | „Things Change”               | Spider Loc, Lloyd Banks                                      | Get Rich or Die Tryin’ soundtrack        |
| 2005 | „You a Shooter”               | Mobb Deep                                                    | Get Rich or Die Tryin’ soundtrack        |
| 2005 | „Forgive Me”                  | Proof                                                        | Searching for Jerry Garcia               |
| 2006 | „Creep”                       | Mobb Deep                                                    | Blood Money                              |
| 2006 | „Pearly Gates”                | Mobb Deep                                                    | Blood Money                              |
| 2006 | „The Infamous”                | Mobb Deep                                                    | Blood Money                              |
| 2006 | „It’s Alright”                | Mobb Deep, Mary J. Blige                                     | Blood Money                              |
| 2006 | „Everywhere I Go”             | Obie Trice                                                   | Second Round’s on Me                     |
| 2006 | „Rotten Apple”                | Lloyd Banks, Prodigy                                         | Rotten Apple                             |
| 2006 | „Nigga, What's Up”            | Lil’ Scrappy                                                 | Bred 2 Die Born 2 Live                   |
| 2006 | „The Re-Up”                   | Eminem                                                       | Eminem Presents the Re-Up                |
| 2006 | „Officer Down”                | Kardinal Offishall                                           | Canadian Coke                            |
| 2007 | „Come and Get Me”             | Timbaland, Tony Yayo                                         | Shock Value                              |
| 2007 | „Hold On”                     | Young Buck                                                   | Buck the World                           |
| 2007 | „Take It to the Top”          | Freeway                                                      | Free at Last                             |
| 2007 | „Sexy Ladies Remix”           | Justin Timberlake                                            | FutureSex/LoveSounds Deluxe Edition      |
| 2007 | „Freeze Remix/Bump This”      | LL Cool J, Lloyd Banks, Young Hot Rod                        |                                          |
| 2007 | „Queens”                      | LL Cool J, Prodigy, Tony Yayo, Kool G Rap                    |                                          |
| 2008 | „Paper Planes (Remix)”        | M.I.A.                                                       |                                          |
| 2008 | „Slow Down”                   | Ciara                                                        | Fantasy Ride: The Mixtape                |
| 2009 | „Rap To You”                  | Jason Miller                                                 |                                          |
| 2009 | „Mujeres in the Club”         | Wisin & Yandel                                               | La Revolución                            |
| 2009 | „Let the Beat Rock”           | The Black Eyed Peas                                          | Invasion Of Boom Boom Pow - Megamix E.P. |
| 2009 | „Dreamin'”                    | DJ Kayslay                                                   | More Than a DJ                           |
| 2010 | „Rap To U”                    | Shorty Mack                                                  |                                          |
| 2010 | „Bitch”                       | E-40, Too Short                                              |                                          |
| 2010 | „Pass the Patron”             | Tony Yayo                                                    |                                          |
| 2010 | „Fuck You!”                   | Cee-Lo Green                                                 |                                          |
| 2010 | „Down on Me”                  | Jeremih                                                      | All About You                            |
| 2010 | „Format”                      | El Debarge                                                   | Second Chance                            |
| 2010 | „Mean Mug”                    | Soulja Boy Tell'em                                           | The DeAndre Way                          |
| 2010 | „Let’s Get It In”             | Lloyd                                                        | King of Hearts                           |
| 2010 | „5 Senses (Remix)”            | Jeremih                                                      |                                          |
| 2010 | „Like A G6”                   | Far East Movement                                            |                                          |
| 2010 | „Dump (It's Like That)”       | Jadakiss                                                     |                                          |
| 2010 | „Buzzin (Remix)”              | Mann                                                         |                                          |
| 2010 | „Toot It And Boot It (Remix)” | YG                                                           |                                          |
| 2010 | „Payback (P's and Q's)”       | Lloyd Banks                                                  | H.F.M. 2 (Hunger for More 2)             |
| 2010 | „Altered Ego”                 | Bobby V                                                      | Fly on the Wall                          |
| 2010 | „80's Baby”                   | Busta Rhymes, Wyclef Jean                                    | The Chemo                                |
| 2010 | „I Like”                      | Ashley Walters, C1                                           |                                          |
| 2010 | „Monster”                     | Michael Jackson                                              | Michael                                  |
| 2010 | „Here We Go Again”            | Governor                                                     | Trzeci studyjny album                    |
| 2011 | „No Dejes Que Se Apague”      | Wisin & Yandel, T-Pain                                       | Los Vaqueros 2: El Regreso               |
| 2011 | „Raid”                        | Pusha T, Pharrell Williams                                   | Fear of God                              |
| 2011 | „Haters”                      | Tony Yayo, Shawty Lo, Roscoe Dash                            | The Yayo Rampage                         |
| 2011 | „Recently”                    | Gucci Mane                                                   | bez albumu                               |
| 2011 | „Right There” (Remix)         | Nicole Scherzinger                                           | Killer Love                              |
| 2012 | „Headgames”                   | Erick Sermon, Keith Murray                                   | Breath of Fresh Air                      |
| 2012 | „I’m a Stop”                  | Too Short, Devin the Dude, Twista                            | No Trespassing                           |
| 2012 | „Do Your Thing”               | Precious Paris, Kidd Kidd, Shaun White                       | From Paris with Love                     |
| 2012 | „No Hesitation”               | Precious Paris, Twame                                        | From Paris with Love                     |
| 2012 | „Trick”                       | Precious Paris                                               | From Paris with Love                     |
| 2012 | „Riot” (Remix)                | 2 Chainz                                                     | The Lost Tape                            |
| 2012 | „Telescope”                   | Wiz Khalifa                                                  | –                                        |

## Teledyski
| Rok  | Tytuł                   | Reżyseria                              |
| ---- | ----------------------- | -------------------------------------- |
| 2002 | „Wanksta”               | Jessy Terrero                          |
| 2003 | „In da Club”            | Phillip Atwell                         |
| 2003 | „21 Questions”          | Domon Johnson, Dr. Dre, Phillip Atwell |
| 2003 | „Many Men (Wish Death)” | Jessy Terrero                          |
| 2003 | „P.I.M.P.” (remix)      | Chris Robinson                         |
| 2003 | „If I Can’t”            | Dr. Dre                                |
| 2005 | „Candy Shop”            | Jessy Terrero                          |
| 2005 | „Disco Inferno”         | Jessy Terrero, Ulysses Terrero         |
| 2005 | „Just a Lil Bit”        | Benny Boom                             |
| 2005 | „Rowdy Rowdy”           | J. Kevin Swain                         |
| 2005 | „Outta Control” (remix) | Jessy Terrero                          |
| 2005 | „Hustler’s Ambition”    | Anthony Mandler                        |
| 2005 | „Window Shopper”        | Benny Boom                             |
| 2005 | „Best Friend”           | Benny Boom                             |
| 2007 | „Straight to the Bank”  | Benny Boom                             |
| 2007 | „Amusement Park”        | Benny Boom                             |
| 2007 | „I Get Money”           | Broadway                               |
| 2007 | „Ayo Technology”        | Joseph Kahn                            |
| 2007 | „I’ll Still Kill”       | Jessy Terrero                          |
| 2007 | „Follow My Lead”        | Bernard Gourley                        |
| 2008 | „Get Up”                | The Brothers Strause                   |
| 2009 | „Ok, You’re Right”      | Broadway, 50 Cent                      |
| 2009 | „Baby by Me”            | Chris Robinson                         |
| 2009 | „Do You Think About Me” | Chris Robinson                         |
| 2009 | „Crime Wave”            | –                                      |
| 2009 | „Flight 187”            | –                                      |
| 2009 | „I'll Do Anything”      | –                                      |
| 2011 | „Queens, NY”            | Jackson Smith                          |
| 2011 | „I Just Wanna”          | Jackson Smith                          |
| 2011 | „Wait Until Tonight”    | Jackson Smith                          |
| 2011 | „Off i On”              | Jackson Smith                          |
| 2011 | „They Burn Me”          | –                                      |
| 2011 | „Put Ya Hands Up”       | Jackson Smith                          |
| 2011 | „Nah Nah Nah”           | –                                      |
| 2012 | „Shooting Guns”         | –                                      |
| 2012 | „Murder One”            | Eif Rivera                             |
| 2012 | „Get Busy”              | –                                      |
| 2012 | „All His Love”          | Eif Rivera                             |
| 2012 | „OJ”                    | Eif Rivera                             |
| 2012 | „Double Up”             | Eif Rivera                             |
| 2012 | „Complicated”           | Eif Rivera                             |
| 2012 | „I Ain’t Gonna Lie”     | Eif Rivera                             |
| 2012 | „Be My Bitch”           | Eif Rivera                             |
| 2012 | „Definition of Sexy”    | –                                      |